# Insane Clown Posse
Insane Clown Posse er en amerikansk rapgruppe fra Detroit, Michigan. Duoen består af Joseph Bruce (Violent J) og Joseph Utsler (Shaggy 2 Dope). Fra 1987 (hvor de blev dannet) og til 1992 var de Inner City Posse, men skiftede så navn. Udover deres musik karriere, er duoen også indblandet i wrestlingbranchen og har optrådt for både WWF, ECW, WCW og TNA. De har også deres egen vanvittige wrestling promotion, Juggalo Championshit Wrestling. ICP kalder deres store fanskare for juggalos og de kvindelige fans for juggalettes.

## Diskografi
- Carnival of Carnage (1992)
- Ringmaster (1994)
- Riddle Box (1995)
- The Great Milenko (1997)
- The Amazing Jeckel Brothers (1999)
- Bizaar (2000)
- Bizzar (2000)
- The Wraith: Shangri-La (2002)
- The Wraith: Hell's Pit (2004)
- The Tempest (2007)
- Bang! Pow! Boom! (2009)
- The Mighty Death Pop! (2012)
- The Marvelous Missing Link: Lost (2015)
- The Marvelous Missing Link: Found (2015)
- Fearless Fred Fury (2019)